# Lookout! Records
Lookout Records — независимый лейбл, который был расположен в Беркли (Калифорния), закрылся в январе 2012 года.

## История
Лейбл был основан в 1987 году. Изначально под ним выпускался панк-рок, но со временем также и разные типы поп-рока, акустический рок, поп-панк и инди-рок. Группы, в прошлом выпускавшиеся под этим лейблом, добились успеха, включая Green Day и The Donnas.
Lookout стал популярен за релизы альбомов с особенным поп-панк звуком, включая такие группы как Screeching Weasel, The Mr T Experience, The Queers, Green Day, Sweet Baby, Squirtgun, The Wanna-Bes и другие.
В последние годы число исполнителей под этим лейблом сократилось, так как некоторые из них аннулировали свои контракты на этом лейбле и переиздавали альбомы на других. Эти группы указывали разные причины, включая не обновление условий лицензионного соглашения, проблемы дистрибуции и другое. Среди этих групп были и такие, как Screeching Weasel (Asian Man, потом Recess Records), Avail (Jade Tree), Pansy Division (Alternative Tentacles), Blatz and Filth (Alternative Tentacles), The Dollyrots (Blackheart Records), The Riverdales (Asian Man), The Queers (Asian Man), The Lillingtons (Red Scare Industries), Enemy You (Red Scare), и The Groovie Ghoulies (Springman Records). 1 августа 2005 года Green Day расторгли свой контракт с Lookout, что привело к увольнению команды лейбла и прекращению новых выпусков на остаток года.
Operation Ivy также расторгли контракт 4 мая 2006 года, и их альбом был переиздан на лейбле Hellcat Records в ноябре 2007.
13 сентября 2009 года основатель лейбла Ларри Ливермор прокомментировал название лейбла в своём блоге, заметив, что оно часто ошибочно пишется с восклицательным знаком. Несмотря на то, что правильное написание не включает восклицательный знак, он стал обычным в написании в общем использовании.
Лейблу исполнилось 20 лет в 2008 году. В декабре 2009 в компании начался период финансовой реконструкции. Лейбл официально закрылся в январе 2012 года.

## Список групп, выпускавшихся под лейблом
| - Alkaline Trio - American Steel - Ann Beretta - Auntie Christ - Avail - The Avengers - The Basicks - Ben Weasel - Big Rig - Bis - Black Cat Music - Black Fork - Blatz - The Bomb Bassets - Boris the Sprinkler - Born Against - Bratmobile - Brent’s T.V. - Citizen Fish - Cleveland Bound Death Sentence - Common Rider - Communiqué - Corrupted Morals - The Cost - Couch of Eureka - The Criminals - Crimpshrine - Cringer - The Crumbs - Cub - The Cuts - The Donnas - The Dollyrots - Downfall - Dr. Frank - The Enemies - Enemy You - Engine Down - Even in Blackouts - Evening - Eyeball - The Eyeliners - Fifteen | - Filth - The Frumpies - Fuel - Fun Bug - Furious George - The Gaza Strippers - Gene Defcon - The Go-Nuts - Go Sailor - Green Day - The Groovie Ghoulies - The Hi-Fives - Hockey Night - The Invalids - Isocracy - Jack Acid - The Jackie Papers - Jimmies - Judy and the Loadies - Juke - Kamala and the Karnivores - The Lashes - The Lillingtons - The Lookouts - Mary Timony - Monsula - The Mopes - Moral Crux - The Mr. T Experience - The Ne’er Do Wells - Neurosis - Nuisance - One Time Angels - Operation Ivy - The Oranges Band - The Outrights - Pansy Division - Parasites - The Pattern - The PeeChees - The Phantom Surfers - Pinhead Gunpowder - Pitch Black - Plaid Retina - The Potatomen | - Pot Valiant - Pretty Girls Make Graves - The Queers - Rancid - Raooul - The Reputation - Rice - Riverdales - Samiam - Scherzo - Screeching Weasel - Servotron - Sewer Trout - The Shangri-Lows - The Shotdowns - The Skinflutes - Skinned Teen - Sludgeworth - Small Brown Bike - The Smugglers - Spitboy - The Splash Four - Squirtgun - Stikky - Surrogate Brains - Sweet Baby - Ted Leo and the Pharmacists - Tilt - Toilet Böys - The Tourettes - Towards an End - Troubled Hubble - Twenty-Nineteen - Uranium 9-Volt - The Vagrants - Wanna-Bes - Washdown - Wat Tyler - Worst Case Scenario - The Wynona Riders - Yeastie Girlz - Yesterday’s Kids - (Young) Pioneers - The Zero Boys |